# Kopong
Kopong é uma cidade localizada no distrito Kweneng em Botswana. Possuía, em 2011, uma população estimada de 9 312 habitantes.